# Kadovar
Kadovar és una petita illa volcànica de Papua Nova Guinea que es troba al nord de Nova Guinea.

## Geografia
Kadovar forma part de les illes Schouten, a uns 25 quilòmetres al nord de la desembocadura del riu Sepik. Gairebé circular, té un diàmetre de tan sols 1,5 km. El poble de Gewai és situat prop del cràter. Arran de l'erupció de gener de 2018 les autoritats van obligar a reubicar tota la població de l'illa, inicialment pensada en unes 700 persones, però en realitat superior.

## Història
El primer europeu en veure l'illa va ser el navegant espanyol Yñigo Ortiz de Retez el 21 de juliol de 1545, quan a bord de la carraca San Juan intentava tornar de Tidore a Nova Espanya.
L'any 1700 es va informar de fum, possiblement d'una erupció. Hi va haver més indicis de possibles erupcions imminents el 1976 i el 1981. Els habitants de l'illa van ser evacuats a la propera illa de Blup Blup el 1976. L'illa va tornar a ser evacuada per vaixells i canoes immediatament després que el 5 de gener de 2018 comencés una erupció que va durar diversos dies i va provocar que almenys la meitat de l'illa quedés coberta de lava. Aquesta erupció va finalitzar el maig de 2023, tot i que el nivell d'activitat es considera generalment baix.